# Kim Collins
Kim Collins (n. 5 aprilie 1976, Saint Peter Basseterre Parish⁠(d), Saint Kitts, Sfântul Cristofor și Nevis) este un fost atlet din Saint Kitts și Nevis. A concurat în probele de alergări pe distanță scurtă.

## Carieră
Începând din 1996 Collins a participat la șase Jocuri Olimpice consecutive. La Jocurile Olimpice 2000 s-a calificat în premieră într-o finală și s-a clasat pe locul șapte în proba de 100 m. În anul următor, la Campionatul Mondial de la Edmonton, a câștigat medalia de bronz la 200 m, stabilind un nou record național cu timpul de 20,20 s.
Cel mai bun an al său a fost 2003. La Campionatul Mondial în sală de la Birmingham a câștigat medalia de argint, iar vara, la Campionatul Mondial de la Paris, a devenit campion mondial la 100 m la o distanță de o sutime de urmăritorii Darrel Brown (TTO) și Darren Campbell (GBR).
La Jocurile Olimpice din 2004 Collins s-a clasat pe locul șase și la Campionatul Mondial din 2005 de la Helsinki a câștigat medalia de bronz. În anul 2008 a devenit din nou vicecampion mondial în sală la 60 m și la Jocurile Olimpice de la Beijing a obținut locul șase la 200 m.
La Campionatul Mondial din 2009 de la Berlin a câștigat atât la 100 m cât și cu echipa de ștafetă (4x100 m) medalia de bronz. La Jocurile Olimpice din 2012 Kim Collins a purtat steagul lui Saint Kitts și Nevis la ceremonia de deschidere. Dar a fost exclus din competiție pentru că a părăsit satul olimpic.
În anul 2016, la vârsta de 40 de ani, a stabilit la Bottrop recordul său personal la 100 m cu un timp de 9,93 s, și-a îndeplinit baremul de calificare pentru Jocurile Olimpice, dar la Rio de Janeiro a ratat finala.

## Competiții internaționale
| An   | Competiție                  | Locație                  | Loc     | Eveniment | Note   |
| ---- | --------------------------- | ------------------------ | ------- | --------- | ------ |
| 1995 | Campionatul Mondial         | Göteborg, Suedia         | 6 (h)   | 4×100 m   | 40,12  |
| 1996 | Jocurile Olimpice           | Atlanta, Statele Unite   | 5 (qf)  | 100 m     | 10,34  |
| 1996 | Jocurile Olimpice           | Atlanta, Statele Unite   | 4 (h)   | 4×100 m   | 40,12  |
| 1997 | Campionatul Mondial         | Atena, Grecia            | 8 (h)   | 100 m     | 21,73  |
| 1999 | Campionatul Mondial         | Sevilla, Spania          | 4 (h)   | 100 m     | 10,50  |
| 1999 | Campionatul Mondial         | Sevilla, Spania          | 6 (h)   | 200 m     | 20,95  |
| 2000 | Jocurile Olimpice           | Sydney, Australia        | 7       | 100 m     | 10,17  |
| 2000 | Jocurile Olimpice           | Sydney, Australia        | 5 (sf)  | 200 m     | 20,57  |
| 2001 | Campionatul Mondial         | Edmonton, Canada         | 5       | 100 m     | 10,07  |
| 2001 | Campionatul Mondial         | Edmonton, Canada         | 3       | 200 m     | 20,20  |
| 2002 | Jocurile Commonwealthului   | Manchester, Regatul Unit | 1       | 100 m     | 9,98   |
| 2003 | Campionatul Mondial în sală | Birmingham, Regatul Unit | 2       | 60 m      | 6,53   |
| 2003 | Campionatul Mondial         | Saint-Denis, Franța      | 1       | 100 m     | 10,07  |
| 2004 | Jocurile Olimpice           | Atena, Grecia            | 6       | 100 m     | 10,00  |
| 2005 | Campionatul Mondial         | Helsinki, Finlanda       | 3       | 100 m     | 10,05  |
| 2007 | Campionatul Mondial         | Osaka, Japonia           | 5 (sf)  | 100 m     | 10,21  |
| 2008 | Campionatul Mondial în sală | Valencia, Spania         | 2       | 60 m      | 6,54   |
| 2008 | Jocurile Olimpice           | Beijing, China           | 5 (sf)  | 100 m     | 10,05  |
| 2008 | Jocurile Olimpice           | Beijing, China           | 6       | 200 m     | 20,59  |
| 2009 | Campionatul Mondial         | Berlin, Germania         | 4 (qf)  | 100 m     | 10,20  |
| 2009 | Campionatul Mondial         | Berlin, Germania         | 6 (qf)  | 200 m     | 20,84  |
| 2011 | Campionatul Mondial         | Daegu, Coreea de Sud     | 3       | 100 m     | 10,09  |
| 2011 | Campionatul Mondial         | Daegu, Coreea de Sud     | 4 (sf)  | 200 m     | 20,64  |
| 2011 | Campionatul Mondial         | Daegu, Coreea de Sud     | 3       | 4×100 m   | 38,49  |
| 2012 | Jocurile Olimpice           | Londra, Regatul Unit     | –       | 100 m     | exclus |
| 2015 | Campionatul Mondial         | Beijing, China           | 26 (h)  | 100 m     | 10,16  |
| 2016 | Campionatul Mondial în sală | Portland, Statele Unite  | 8       | 60 m      | 6,56   |
| 2016 | Jocurile Olimpice           | Rio de Janeiro, Brazilia | 17 (sf) | 100 m     | 10,12  |
| 2016 | Jocurile Olimpice           | Rio de Janeiro, Brazilia | 15 (h)  | 4×100 m   | 39,81  |
| 2018 | Campionatul Mondial în sală | Birmingham, Regatul Unit | 24 (h)  | 60 m      | 6,77   |

## Recorduri personale
| Probă         | Performanță | Dată              | Locație      |
| ------------- | ----------- | ----------------- | ------------ |
| 100 m         | 9,93 RN     | 29 mai 2016       | Bottrop      |
| 200 m         | 20,20       | 9 august 2001     | Edmonton     |
| 60 m în sală  | 6,47 RN     | 17 februarie 2015 | Łódź         |
| 200 m în sală | 20,52 RN    | 10 martie 2000    | Fayetteville |

## Legături externe
Materiale media legate de Kim Collins la Wikimedia Commons
- en Kim Collins la World Athletics
- en Kim Collins la Olympedia.org